# 카를로스 알라스라키
카를로스 하이메 알라스라키(스페인어: Carlos Jaime Alazraqui)는 미국의 배우, 코미디언, 성우, 가수이다.

## 출연작

### TV 애니메이션
- 애니매니악스-추가 음성
- 냠냠 챠우더-플래퍼 박사
- 덕 다저스 - 엘갈고
- 피니어스와 퍼브-바비 파뷸러스
- 라즐로 캠프-라즐로
- 패밀리 가이-위드,안토니오
- 엘 티그레
- 헤타리아 Axis Powers-추가 음성
- 우당탕탕 로코와 친구들-로코
- 하우스 오브 마우스-판치토 피스톨레스
- 덱스터의 실험실-두 번째 로봇
- 카우 앤 치킨-추가 음성
- 파워 퍼프 걸
- 해피 피트-네스터
- 제너레이터 렉스-도스

### 극장판 애니메이션
- 빅풋 주니어 2: 패밀리가 떴다